# Strongylosoma elegans
Strongylosoma elegans är en mångfotingart som beskrevs av Filippo Silvestri 1897. Strongylosoma elegans ingår i släktet Strongylosoma och familjen orangeridubbelfotingar. Inga underarter finns listade i Catalogue of Life.